# インボディ
InBody（インボディ）は InBody Co., Ltd.の日本法人の株式会社インボディ・ジャパン（英：InBody Japan Inc.）が日本国内で販売している医療機器・計量機器で、体の成分である体水分量や筋肉量などを測定する高精度体成分分析装置の商品名である。

## 概要
家庭用の体脂肪計や体組成計の原理は全て同一で生体インピーダンス法（Bio-electrical Impedance Analysis：BIA）を用いて微弱な電流を体内に流し、電気抵抗を基に身体の水分量を測定する。主に家庭用・業務用・医療用に分けられるが、企業間によってはアルゴリズムが異なるため全て同じ値が出るとは限らない。InBodyは医療施設や介護施設、フィットネスクラブ等で使用されており、企業の研究施設や臨床検査・臨床試験・栄養指導・健康指導のツールとしても使用されている。国外では韓国本社・米国法人・中国法人を中心に、業務用・医療用だけではなく家庭用の体成分分析装置や活動量計の販売も展開している。

## 技術

### 部位別直接インピーダンス測定法（DSM-BIA）

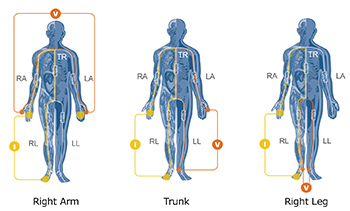
部位別直接インピーダンス測定法

InBodyの部位別インピーダンス測定は、全身を右腕・左腕・体幹・右脚・左脚に分けて測定する。左右の手と足に電流電極と電圧電極を別々に設け、被験者が電極を踏んで手で握ると、装置内部で自動に電流を流す方向と電圧をかける方向を変えながら部位別インピーダンスを測定する。例えば、右腕のインピーダンスを測定する場合、電流は右手から右脚に沿って流す。電流は右手から右腕に沿って流れ、左腕の方には電流が流れず体幹を通って右脚の方向に流れる。この際に右手と左手の間の電圧を測定すると電流が右腕に流れる際の電圧降下値が分かり、オームの法則から右腕のインピーダンスが計測できる。同じ原理で他の部位のインピーダンスの測定ができる。体幹の場合、電流を右手から右脚に流し、左手と左脚の間の電圧を測定すると、電流と電圧が重なる体幹単独のインピーダンスが計測でき、右脚の場合、電流を右手から右脚に流し、右脚と左脚の間の電圧を測定すると電流と電圧が重なる右脚単独のインピーダンスが計測できる。近年では部位別分析の重要性が広く認知され、InBody以外の製品でも部位別測定を標榜しているが、実際の結果用紙を見るとその違いが分かる。部位別測定で最も重要なポイントは体積が大きくインピーダンスの小さい体幹を直接測定することであるが、InBody以外の製品は四肢を直接測定しているものの、体幹は片半身インピーダンスから腕・脚インピーダンスを差し引いて算出する。この場合、インピーダンスの大きい腕・脚で生じた僅かな誤差がインピーダンスの小さい体幹インピーダンスに大きく影響を与え、全体の精度を低下させる。

### 多周波数測定法

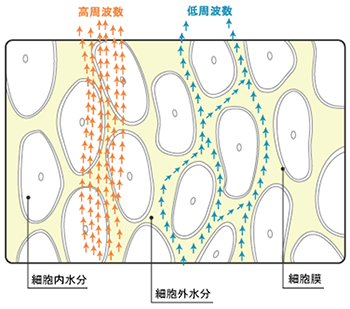
多周波数測定

BIA法では周波数を持つ交流電流を使用するが、交流電流は周波数が高いほど細胞膜にかかる抵抗が少なくなり、細胞膜を通過しやすくなる。つまり、周波数の高い電流は細胞膜をよく通過して体水分全体を流れることに対し、周波数の低い電流は細胞膜内に通過しづらく細胞膜の外側に沿って流れる。従って、周波数毎に細胞膜を通過する程度の差があることを利用し、広帯域の周波数の電流を身体に流すことで、細胞外水分量だけではなく、細胞内水分量まで直接測定による値として算出される。InBodyでは最大1〜1000kHzの広帯域周波数から得られた各インピーダンスの比から細胞内・外水分量を分け算出することで、細胞外水分を通過する電流のインピーダンスのみから全体の体水分を推定するBIA法の限界を克服している。また、多周波数分析による正確な水分均衡から浮腫みを数値化して提供することにより、腎臓内科・リハビリテーション（リンパ浮腫）・癌センター等で体成分分析装置が活用されることになった。

### 8点接触型電極

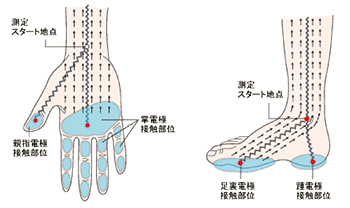
8点接触型電極

InBodyでは左右の手足に各々電流と電圧電極を2個ずつ配置し、合計8個の電極に接触することになっている。これは再現性を高める措置で、同被験者が連続測定をする際に常に一定な測定値が出るようにする。InBodyは人体の構造的特性を利用して手電極を親指電極（電圧）と掌電極（電流）に分けて配置し、被験者の電極の握り方が毎回変わっても構造的に常に同じ地点で電圧測定が行われるようにした。また、足電極も同じく、踵電極（電圧）と足の平電極（電流）に分けて配置し、被験者の立つ位置が変わっても常に同じ地点で電圧測定が行われる。

### 統計補正の排除

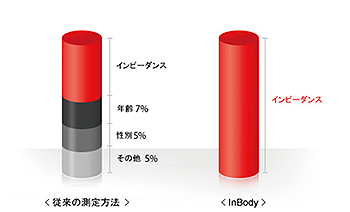
統計補正の排除

統計補正とは統計値を使用して、インピーダンスに補正をかけるもので、女性であれば男性に比べて体脂肪が多く、高齢者は若年者に比べて筋肉が少ないなどの一般的な概念を変数として使用する。1980年代、技術的に克服できないBIA法の不正確さを補完するために当時の学者らが統計補正を使用した公式を発表したことから始まり、現在でもInBody以外の体成分分析装置は統計補正を使用している。統計補正を使用することにより、統計値に当てはまる集団に対しては高い精度を維持することができるが、一般的な集団に属さない特異体型や疾患を患っている非健常者等には使用することができない。特に医療施設での栄養管理や臨床試験、商品開発等の場で体成分分析装置を使用する場合、統計補正を使用している機器では、正確な評価をすることが不可能である。

## 精度

### 重水希釈法
水に塩を入れると粒子が広がり塩水となる。同じ量の塩をより多くの水に入れると塩の濃度は薄くなる。このとき塩の量と濃度が分かれば水の量が算出できる。このような原理を利用して人が重水（D2O）を飲み、尿から出る重水の濃度を調べて体水分量を算出できる方法を重水希釈法という。
イタリアのSartorio教授は2005年、18〜66歳の高度肥満女性群と正常女性群の75名に対して体水分量と細胞外水分量を重水希釈法と臭化ナトリウム希釈法で測定して、InBodyで測定した500kHz、5kHzのインピーダンスから作ったインピーダンス指数と比較して高い相関があることを示した。

### 水中体重法
水中体重法は人体の密度を通じて体脂肪量を求める方法であり、1942年に初めてBehnke等がアルキメデスの原理に基づいて考案した。
水中体重法は二分法を採択して人を除脂肪量と体脂肪量に分類されると前提し、体脂肪の密度が除脂肪量の密度に比べて低いという点を利用して値を求める。
アメリカのUtter博士は2010年、高校レスリング選手を対象にBIA装置の精度実験を発表した。レスリング選手に体重調整は非常に重要な問題で、近年体重認証プログラムが確立され無理な減量を規制している。
Utter博士の実験では、Gold Standardとして水中体重法を基準にキャリパー法と下半身BIA法と共にInBodyの精度を比較し、高校レスリング選手という特異体型の被験者らに対してインボディはR2=0.93、SEE=2.73kgで最も高い相関を示した。

### DXA（二重エネルギー放射線吸収法）
DXAはイメージ法の一種で2つのX-Rayを透過させて得たイメージから単位面積当たりX-Ray線の減殺される量から体重を骨ミネラル量・体脂肪量・筋肉量に区分して測定する装置である。測定時間は5-30分程度。DXAは事実上の体成分分析の標準装置であり、水中体重法と同様に高い精度を持つ。また、骨密度・体脂肪量・筋肉量の3つの体成分を部位別に求められることも強みである。イタリアのMalavolti教授は2003年、21-82歳の女性68人と男性42人を対象に全身の除脂肪量（FFM）と四肢骨格筋量（Lean Mass）のDXAとの精度実験を行った。全身FFMはR2=0.93、SEE=0.18kg、脚のLean MassはR2=0.86kg、SEE=0.63kgで高い相関を示した。

## 臨床活用
InBodyは統計値を用いないアルゴリズムを使用しているため、統計に当てはまらない特異疾患のある被験者でも正確な値を出すことができる。そのため、多くの臨床検査や臨床試験に活用されている（アメリカ国立生物工学情報センター（NCBI）では2000件近いInBodyを使用した論文がデータベースに保管されている）。

## 沿革
- 1996年

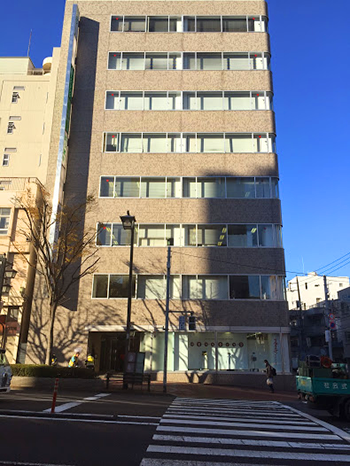
インボディ・ジャパン東京本社

  - 5月 - 韓国で株式会社バイオスペースを設立
  - 9月 - InBodyシリーズ第1号機、InBody2.0の発売
- 1998年10月 - アメリカ特許の取得
- 1999年12月 - CE0120・MDD・EN46001・ISO09001・ISO13485の認証
- 2000年
  - 6月
    - アメリカ法人の設立
    - 日本法人の設立

  - 12月 - KOSDAQ上場
- 2002年3月
  - 専門生産工場の設立
  - 日本特許の取得
- 2005年4月 - 全ての体成分分析装置をInBodyシリーズにブランド統合
- 2008年10月 - 中国法人の設立
- 2009年6月 - 韓国知識経済部の優秀製造技術研究センター（ATC）に指定
- 2011年5月 - 韓国取引所（KRX）の3年連続Hidden Champion企業に選定
- 2014年
  - 3月 - InBody570のRed Dot Design Award受賞
  - 12月 - 株式会社インボディ・ジャパンに社名変更
- 2015年2月 - InBody770（Grey）のiF Design Award受賞[9]
- 2016年
  - 6月 - マレーシア法人の設立
  - 7月 - インド法人の設立
- 2017年
  - 1月
    - ヨーロッパ法人の設立
    - InBodyWatchのCES Innovation Award受賞

  - InBody370SのiF Design Award受賞[9]

## ギャラリー

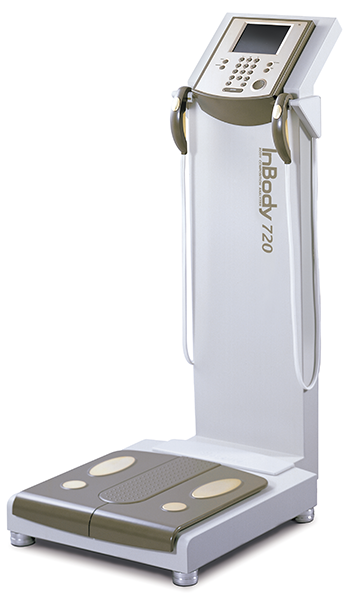
InBody720（2005年発売） 販売終了
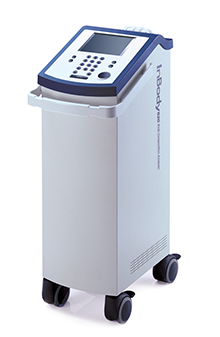
InBody S20（2005年発売） 販売終了
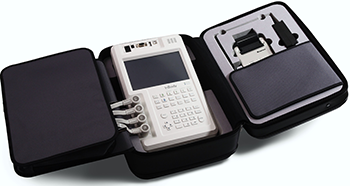
InBody S10（2012年発売）
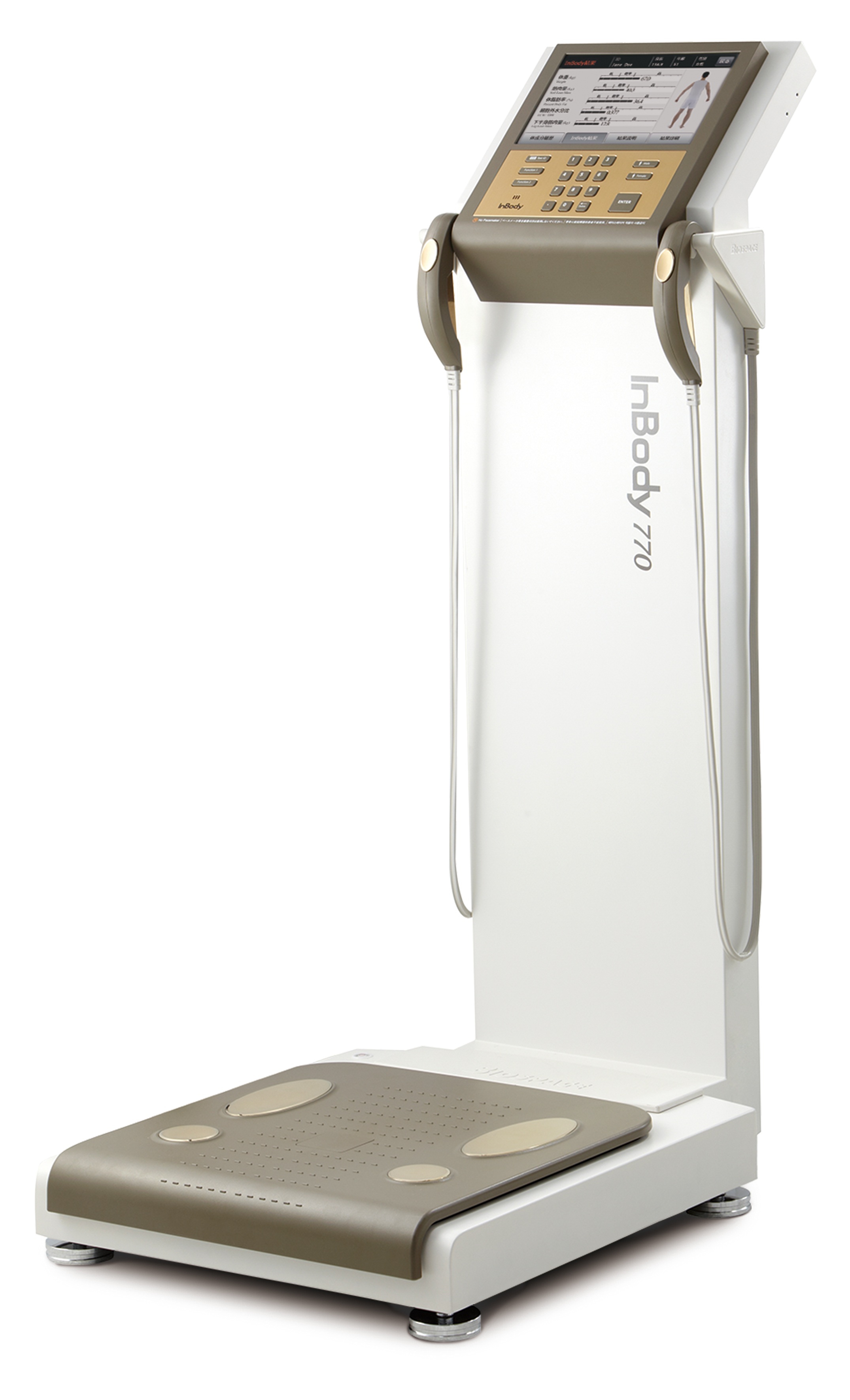
InBody770（2014年発売）
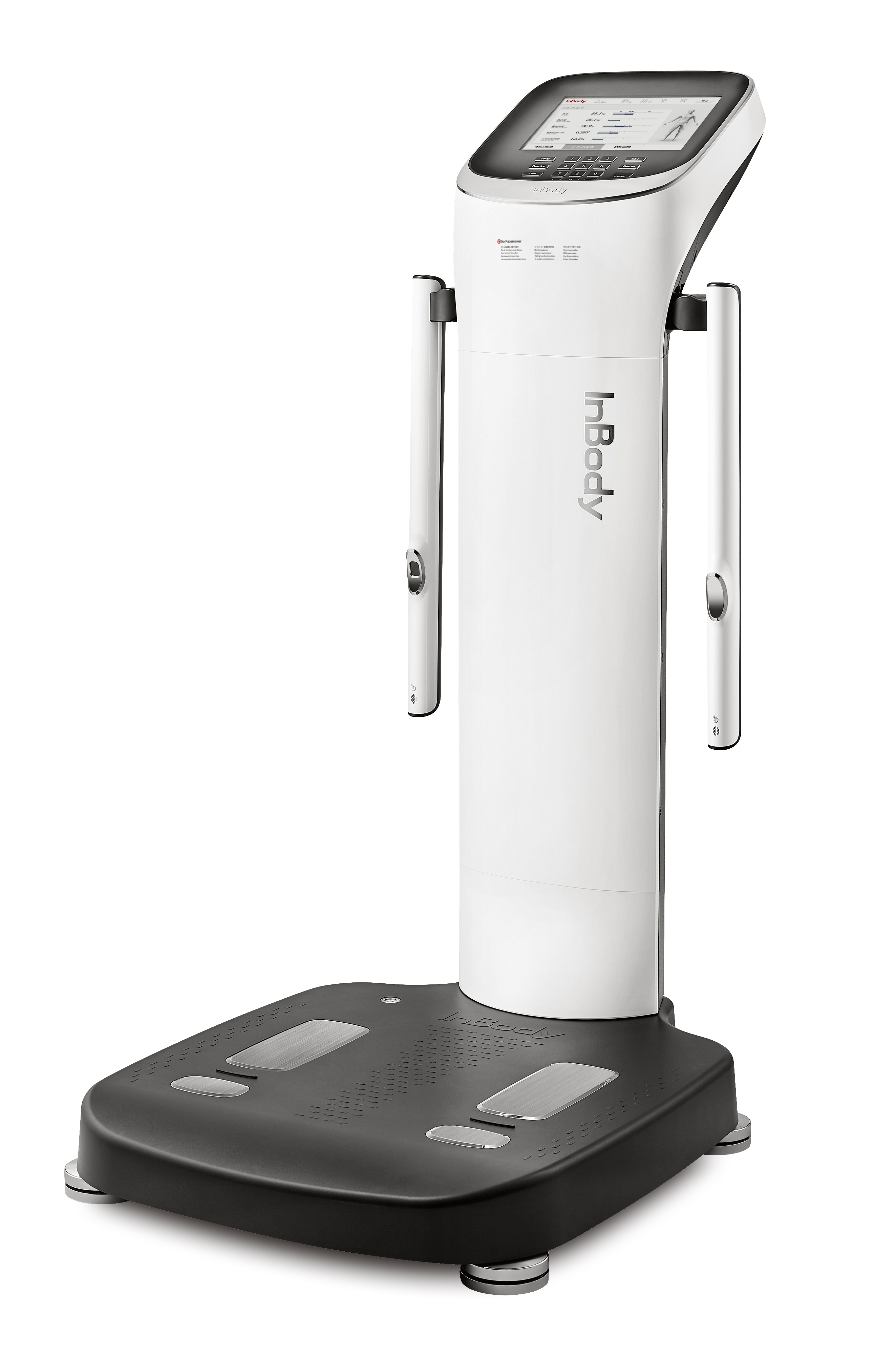
InBody970（2022年発売）
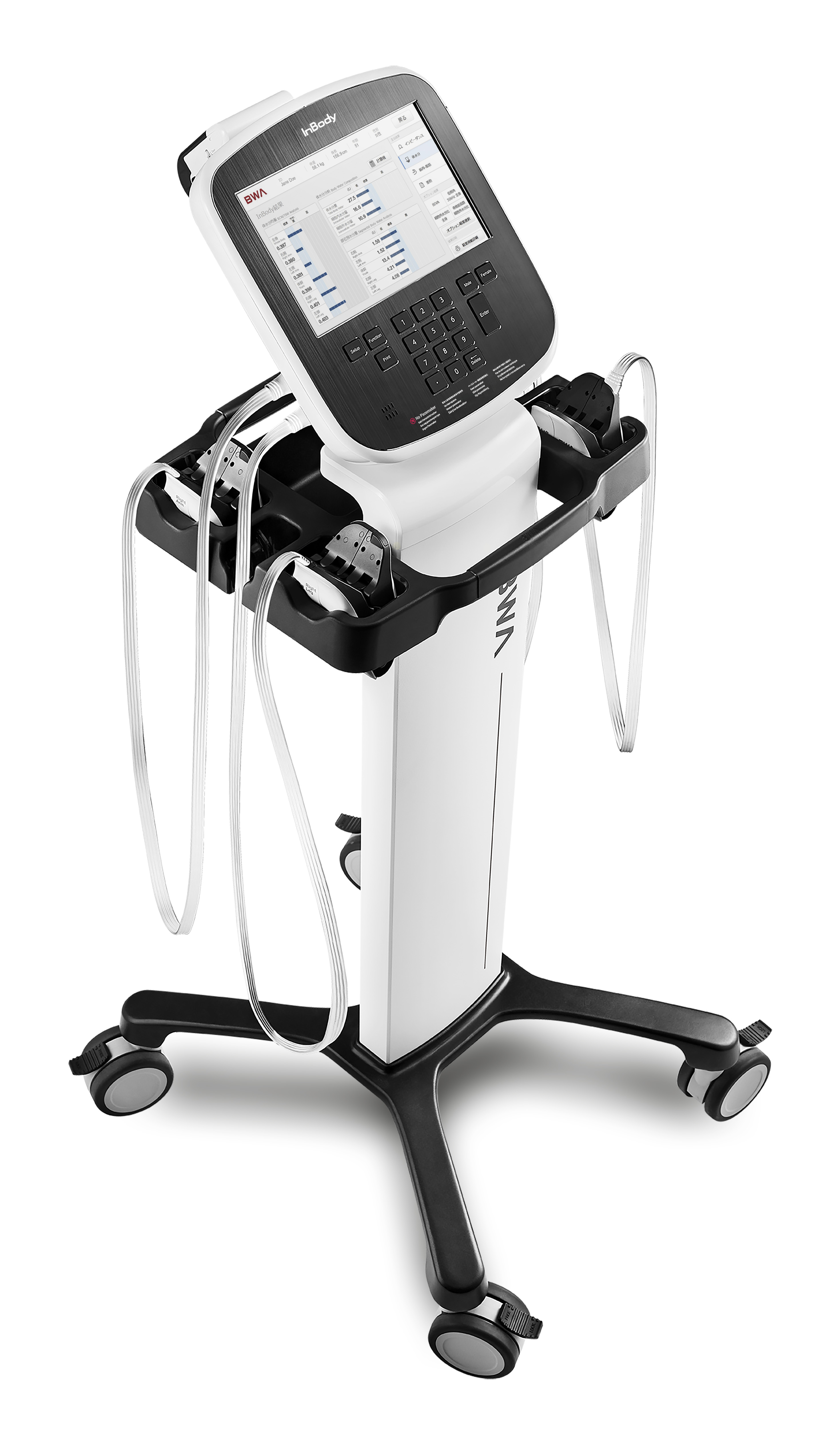
InBody BWA（2022年発売）
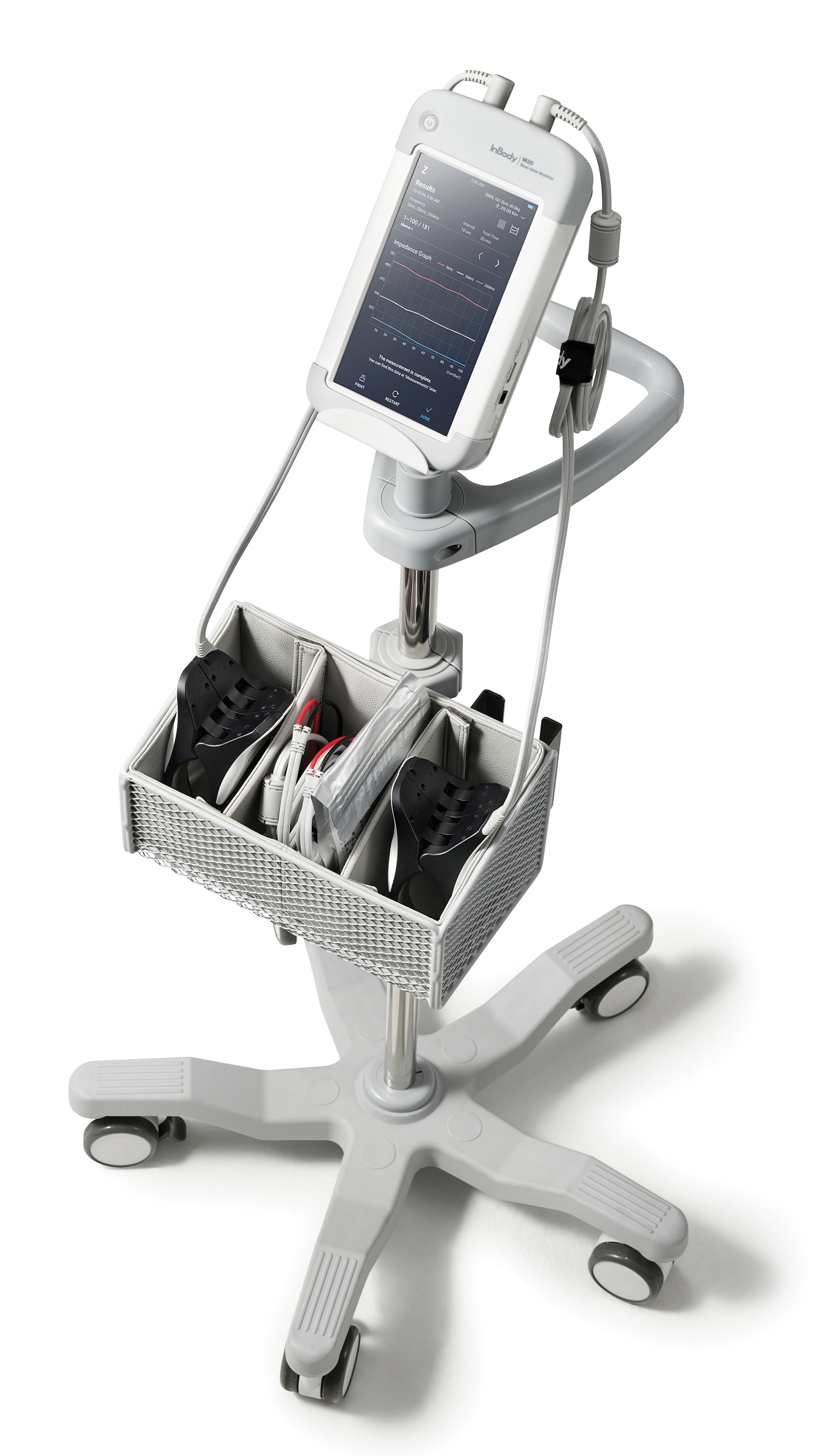
InBody M20（2022年発売）